# NS-Baureihe 1700
| NS-Baureihe 1700              | NS-Baureihe 1700 |
| ----------------------------- | --- |
| Beschreibung                  | |
| Anzahl                        | 81 |
| Nummerierung                  | 1701–1781 |
| Hersteller                    | GEC-Alsthom |
| Indienststellung              | 1991–1994 |
| Ausmusterung                  | 2023 |
| Achsfolge                     | B’B’ |
| Spurweite                     | 1435 mm |
| Masse                         | 86 t |
| Achslast                      | 21,5 t |
| Länge über Puffer             | 17640 mm |
| Breite ü. A.                  | 3047 mm |
| Höhe Lokkasten                | 4390 mm |
| Raddurchmesser                | 1250 mm |
| Drehgestellabstand            | 9694 mm |
| Achsabstand                   | 2800 mm |
| minimaler Kurvenradius        | 50 m |
| Höchstgeschwindigkeit         | 180 km/h (200 km/h getestet) |
| Stromsystem                   | 1500 V = |
| Dauerleistung                 | 4540 kW |
| Stundenleistung               | 5100 kW |
| Zugkraft                      | 260 kN (Anfahrt) |
| Elektromotoren                | 2 |
| Hersteller der Elektromotoren | Jeumont/Schneider |
| Zugbeeinflussung              | ATB-EG, ATB-Vv |
| Bremssystem                   | Ch GPR E mZ direkte Rangierbremse Charmilles-Einleitungsbremse mit Hochdruckbremse elektrodynamische Bremse direkte elektropneumatische Zugbremse |
| Bremsanschrift                | C3W |
| Bremsgewicht                  | G 54 t P 89 t P+E 122 t |
| Kompressorhersteller          | Knorr |
| Kompressortype                | Schraubenverdichter |
| Zugheizung                    | 1500 V = |
| Kupplung                      | Schraubenkupplung und bei einigen Lokomotiven eine BSI-Kompaktkupplung für den Einsatz mit DD-AR                                                  |
| Bemerkung                     | Doppeltraktionsfähig |

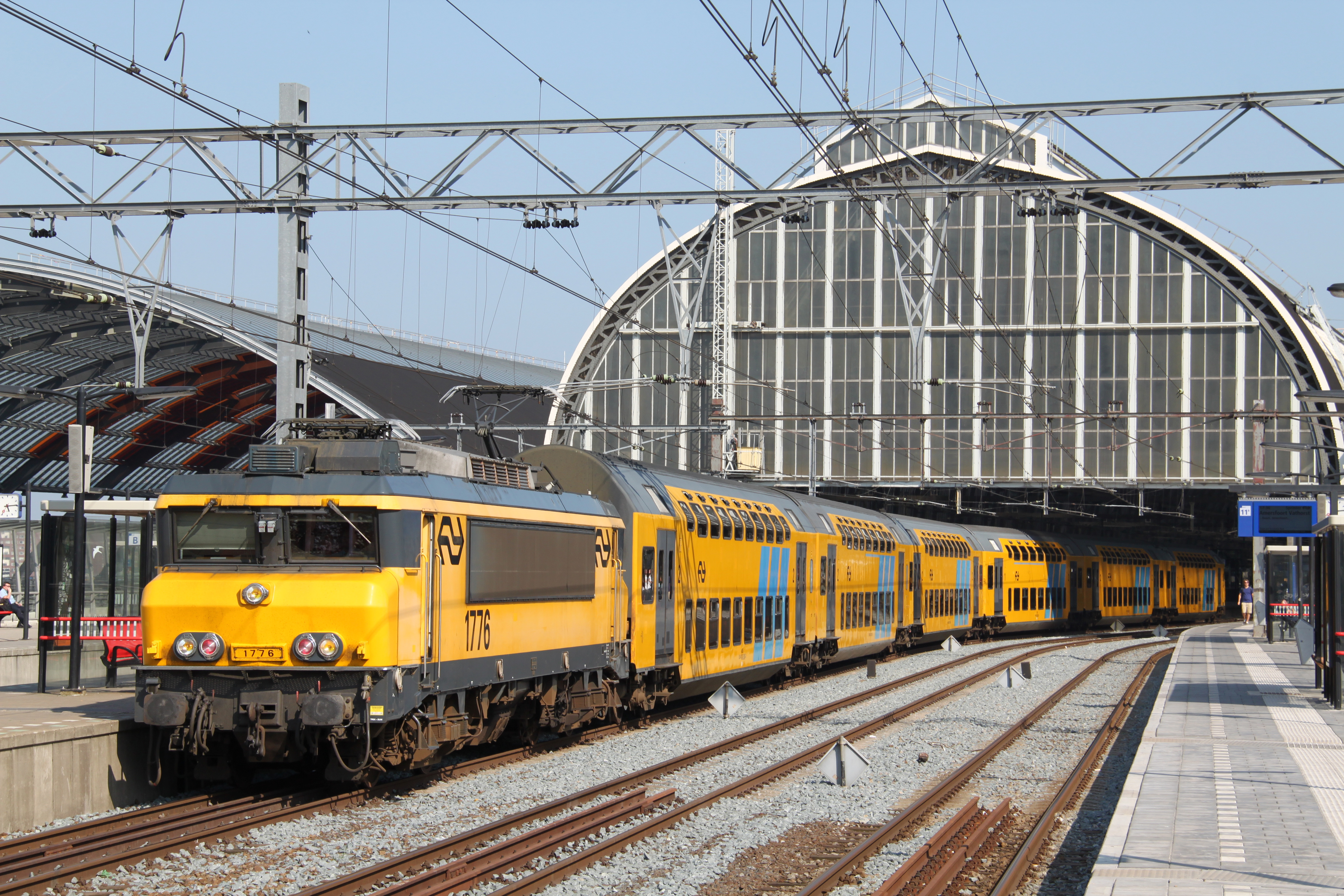
Lokomotive 1776 mit DDM-Wagen in Amsterdam Centraal, auf Abfahrt nach Enkhuizen wartend; 2012

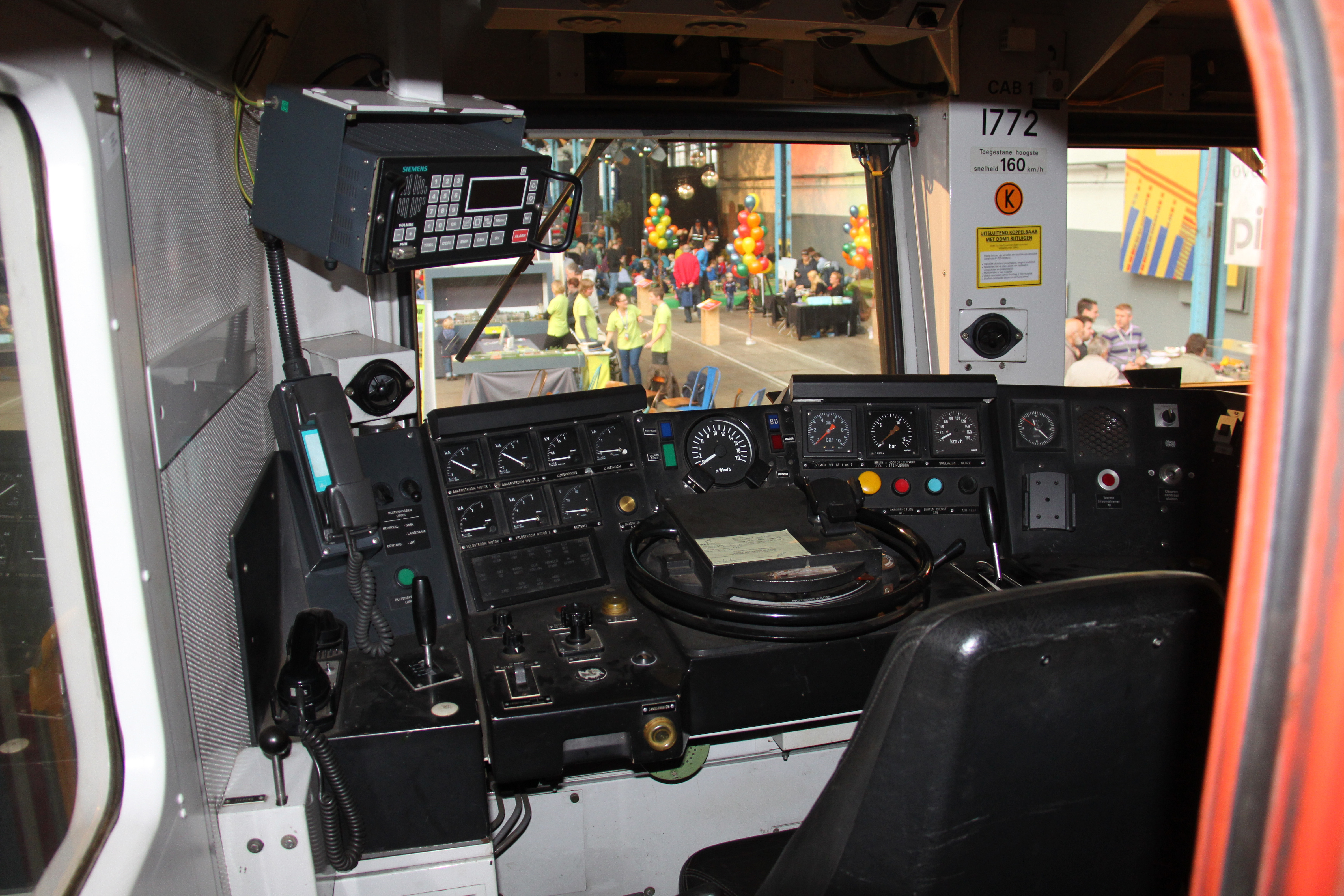
Führerstand einer Lokomotive der Baureihe 1700

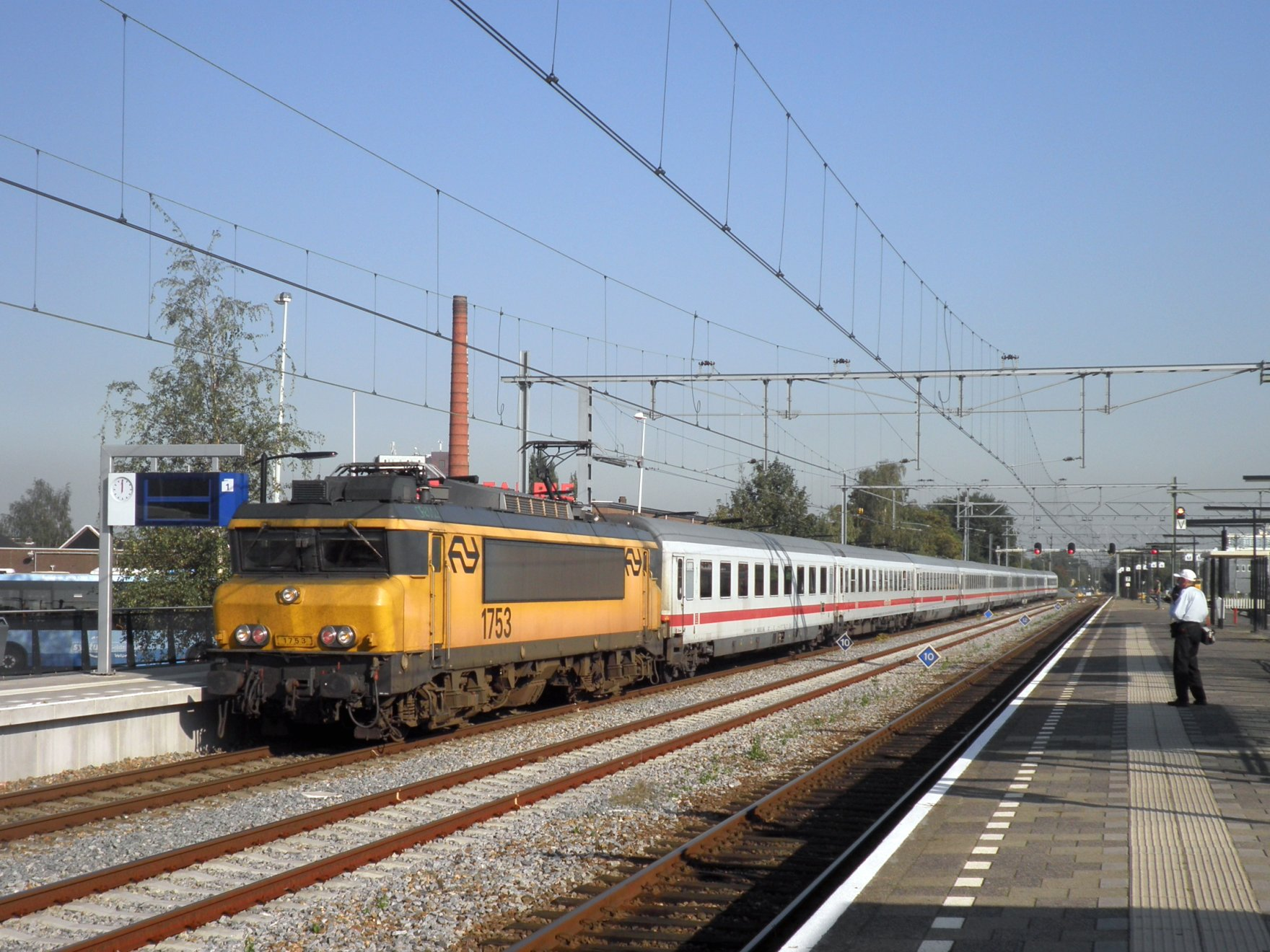
NS 1753 mit Zug von Berlin nach Hoofddorp in Apeldoorn; 2011

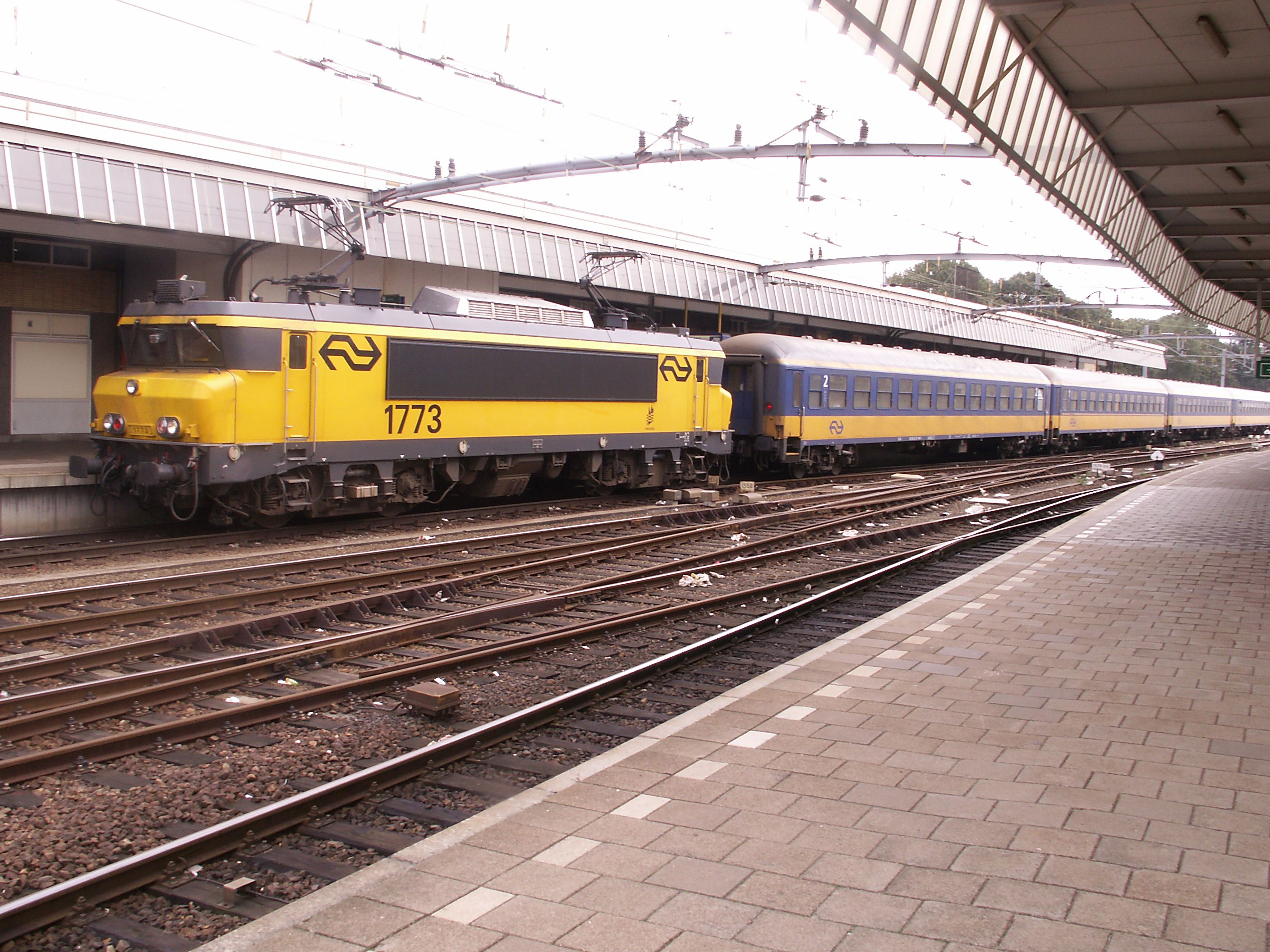
NS 1773 mit ICK-Wagen (ex-DB) in Venlo; 12. Januar 2005

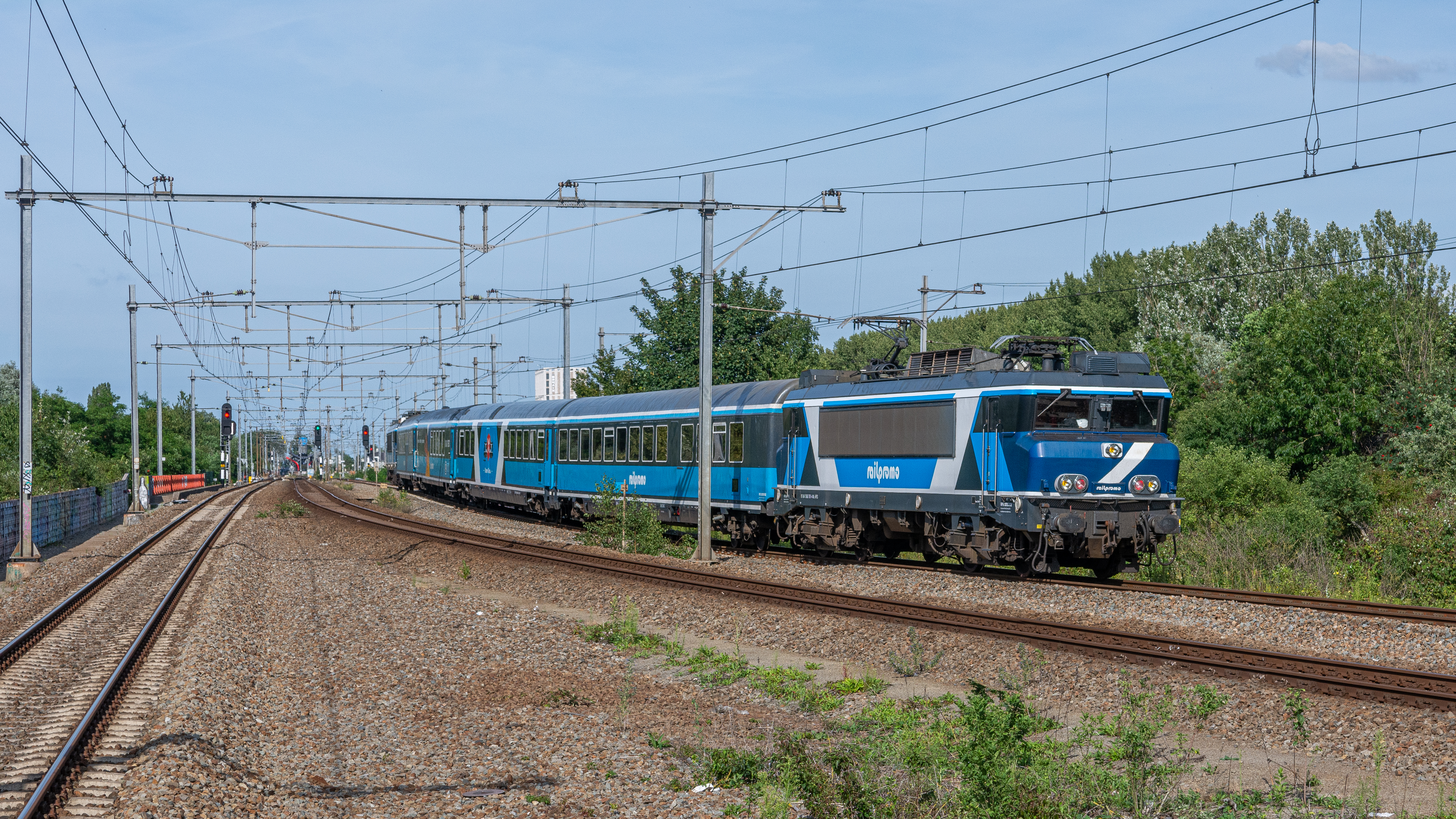
Lokomotive 101001 in blauer Farbgebung mit dem Railpromo Dinner Train in der Verbindungskurve zwischen Diemen Zuid und Amsterdam Bijlmer Arena; 21. Juli 2019

Bei der NS-Baureihe 1700 handelt es sich um Elektrolokomotiven, die ab Anfang 1992 bei den Niederländischen Eisenbahnen (Nederlandse Spoorwegen (NS)) vor Reisezügen eingesetzt wurden. Die Lokomotiven mit der Achsfolge B’B’ basieren auf der Baureihe BB 7200 der französischen Eisenbahngesellschaft SNCF. Damit gehören sie zu den Nez-cassés-Lokomotiven. Sie sind eine modifizierte Version der NS-Baureihe 1600.
Die Lokomotiven waren bis zum 9. Dezember 2023 vor den Intercity-Zügen zwischen Amsterdam und Berlin auf dem niederländischen Abschnitt bis zum Grenzbahnhof Bad Bentheim im Einsatz. Zuvor bespannten sie Wendezüge, die aus DD-AR- (Dubbeldeks-AggloRegiomaterieel, Doppelstock-Agglomeration-Regionalzüge) und DDM-Doppelstockwagen (Dubbeldeksmaterieel) oder einstöckigen ICRm-Wagen (Intercityrijtuig m, Intercity-Wagen, Baureihe m) bestanden.

## Technik
Die Baureihe ist optisch nahezu identisch mit den Lokomotiven der Baureihe 1600. Technisch unterscheiden sich die Lokomotiven in einigen Punkten. Ein Beispiel ist die Thyristor-Chopper-Steuerung mit einer festen Frequenz von 300 Hz. Darüber hinaus sind die Lokomotiven der Baureihe 1700 mit einem leiseren Knorr-Schraubenverdichter ausgestattet, während die meisten Lokomotiven der Baureihe 1600 mit einem Vierzylinder-Kolbenkompressor von Westinghouse ausgestattet sind. Auch besitzen sie eine neuere Version der ATB-Zugbeeinflussung (Version 4 statt 3).
Zum Kuppeln mit DD-AR-Wagenparks sind die Lokomotiven einseitig zusätzlich mit einer BSI-Kompaktkupplung unter der Regelschraubenkupplung ausgestattet. Die Lokomotiven mit niedrigeren Nummern (1701–1728) fuhren nur in Kombination mit den DD-AR-Zügen. Die 1729–1732 konnten je nach Bedarf für DD-AR-Wagenparks oder andere Wagenparks angepasst werden.
Die Wendezugsteuerung der ICRm-Steuerwagen ist nur mit den 1700 nutzbar. Die Vielfachsteuerung der Baureihe 1700 ermöglicht das Kuppeln für Doppeltraktion untereinander oder mit mDDM, nicht jedoch mit den Lokomotiven der Reihen 1600/1800.
Obwohl bei den Niederländischen Eisenbahnen Rechtsverkehr herrscht, sitzt der Triebfahrzeugführer wie bei den SNCF-Lokomotiven auf der linken Seite.

## Geschichte

### Einsatz bei den NS
Im Dezember 1991 traf die erste Lokomotive der Baureihe 1700 in den Niederlanden ein. Bei ihrer Indienststellung wurden die Lokomotiven hauptsächlich mit Doppelstock-Wendezügen eingesetzt. Lediglich die Lokomotiven 1735–1741 wurden nach ihrer Inbetriebnahme mehr als ein Jahr lang vor anderen Zügen eingesetzt. Nachdem ausreichend DD-AR-Wagenzüge verfügbar waren, verkehrten auch diese Lokomotiven mit Doppelstock-Wendezügen. Ab Sommer 1994 standen insgesamt 81 Lokomotiven und 79 Doppelstockzüge zur Verfügung.
Anfang 1992 wurden die ersten Zugeinheiten, bestehend aus DD-AR-Wagen und Lokomotiven der Baureihe 1700, gebildet. Nach einer Vielzahl von Testläufen wurden die ersten Einheiten ab dem Sommerfahrplan 1992 in Nordholland und auf der Flevolijn eingesetzt.
Ab Anfang 1993 wurden die damals brandneuen 1735–1741 im regulären Zugverkehr eingesetzt. Die Lokomotiven wurden hauptsächlich zwischen Den Haag und Venlo eingesetzt. Aufgrund der Anlieferung weiterer DD-AR-Wagenparks wurde das Einsatzgebiet in diesem Jahr auf den Rest der Randstad, Westbrabant und den neuen Intercity-Dienst Den Helder – Amsterdam – Nimwegen ausgeweitet.
Im ersten Halbjahr 1994 kamen auch für die 1735–1741 Doppelstock-Wagenparks. Das Einsatzgebiet der Doppelstockzüge wurde nun bis Zwolle und Eindhoven Centraal ausgeweitet.
Mit dem Sommerfahrplan 1995 verschwanden die von der Baureihe 1700 gezogenen Doppelstockzüge von der Fernverbindung Den Helder – Nimwegen. Darüber hinaus blieb aber das Einsatzgebiet in den Folgejahren weitgehend gleich.
Die speziell für DD-AR-Wagenparks entwickelten mDDM-Triebwagen lösten ab 1998 einen Großteil der Lokomotiven ab. Neue Einsatzgebiete der Baureihe 1700 waren die Intercity-Verkehre zwischen Haarlem und Maastricht / Heerlen, Den Haag – Venlo und Zwolle – Roosendaal. Die Lokomotiven bedienten auch eine Reihe internationaler Schnellzüge zwischen Schiphol und Bad Bentheim. Bis zur Einführung der ICR-Steuerwagen beförderten die Lokomotiven Reisezüge zusammen mit der Baureihe 1800.
Im Dezember 2006 endete der Einsatz von lokbespannten Wagenzügen auf der Verbindung Haarlem – Limburg. Die Lokomotiven beförderten dann zusammen mit Lokomotiven der Baureihe 1800 Züge, die aus ICL-Wagen (InterCity Lease, von der DB geleaste ex-Interregiowagen) bestanden. Diese Wagen wurden hauptsächlich auf der Verbindung Amsterdam – Amersfoort (– Deventer) eingesetzt, die Züge verkehrten im Sandwich.
Im Sommer 2009 wurde der Einsatz der ICL-Wagen beendet, was die Ausmusterung nahezu aller Lokomotiven der Baureihe 1800 zur Folge hatte. Auch zwei Lokomotiven der Baureihe 1700 wurden ausgemustert. Im Jahr 2010 wurden weitere sieben Lokomotiven der Baureihe 1700 mangels Einsatzmöglichkeiten (allerdings als nahezu sofort einsetzbare Kaltreserve) abgestellt.
In den Jahren 2011 und 2012 wurden die Lokomotiven mit DDM-1-Material eingesetzt. Hierfür wurden zwölf Lokomotiven umgebaut: 1769, 1770 und 1772–1781.
Am 30. Mai 2013 wurden 28 Lokomotiven samt DD-AR-Wagenpark abgestellt. Als die DD-AR-Wagenparks zu DDZ (Dubbeldekker Zonering, Doppeldecker Zoneneinteilung) modernisiert wurden, wurden alle 50 DDZ-Einheiten mit einem mDDM-Triebwagen anstelle einer Elektrolokomotive bespannt. Seit Einführung des Jahresfahrplans 2015 am 14. Dezember 2014 wurden 18 Züge, inklusive der Elektrolokomotiven der Baureihe 1700, in den Personenverkehr umgegliedert.
Bis zum 22. August 2014 wurden die Lokomotiven auch im CityNightLine- und EuroNight-Verkehr eingesetzt. Seitdem werden diese Zugverbindungen mit einer Lokomotive der Baureihe 189 und später der Baureihe 186 bespannt.
Im Jahr 2015 wurden 11 Lokomotiven ausgewählt und für den Betrieb mit DDM-1 umgebaut. Dies sind die 1731, 1751, 1755, 1758, 1760, 1768, 1770, 1774, 1777, 1778, 1779 und 1780. Diese Lokomotiven können nicht mehr mit DD-AR oder ICRm fahren. Der erste DDM-1-Wendezug wurde am 27. Juni 2016 als HVZ-Verstärker zwischen Enkhuizen und Amsterdam in Betrieb genommen. Die letzte Zugeinheit war im September 2016 fertig.
Im Jahr 2015 waren für NS International vorgesehen: 1738, 1739, 1744, 1745, 1746, 1750, 1752, 1753, 1761 und 1765.
Fast alle betriebsbereiten Lokomotiven wurden für DD-AR oder DDM-1 umgerüstet und können nicht mehr mit ICRm fahren oder von DDM-1 auf DD-AR umgestellt werden. Die Lokomotiven können weiterhin für IC Berlin (Amsterdam – Bad Bentheim u. z.), City Night Line und andere internationale oder sonstige gezogene Züge eingesetzt werden. Im Dezember 2019 wurden die Lokomotiven, die mit DD-AR und DDM-1 verkehrten, außer Betrieb genommen.
Zuletzt waren die 1700er auf der IC-Linie 77 (Amsterdam Centraal – Berlin) zwischen Amsterdam und Bad Bentheim eingesetzt. Eigentlich sollten sie Ende 2019 durch Vectrons ersetzt werden. Doch dazu kam es nicht, da die neuen Talgo-Züge erst frühestens 2024 eingeführt werden. Bis dahin sollten die 1700er im internationalen Verkehr von und nach Bad Bentheim im Einsatz bleiben.
Zum Fahrplanwechsel 2023/2024 wurden die Lokomotiven sukzessive durch Mehrsystemlokomotiven des Typs Siemens Vectron ersetzt, wodurch der Lokwechsel in Bad Bentheim seitdem entfällt. Die Baureihe 1700 wurde mit einer Abschiedsfahrt am 19. November 2023 sowie einer Sonderbeklebung auf Lokomotiven und Wagen verabschiedet.

### Ausmusterung und Verschrottung
Die Lokomotive 1735 wurde nach einem Brand am 24. Februar 2000 in Venlo ausgemustert.
In den Jahren 2009 und 2010 wurden die Lokomotiven 1729, 1731, 1732, 1734, 1737, 1748, 1754, 1755, 1762, 1770, 1771, 1774, 1775 und 1779 außer Betrieb genommen und abgestellt. Im Jahr 2011 geschah dies mit den Lokomotiven 1732 (30. Juni), 1759 (16. Juni – 24. August 2011) und 1779 (21. Juni).
Die Lokomotive 1742 blieb am 1. Oktober 2013 mit einem ICRm-Wagenzug in Olst liegen, als sie mit einem Intercity zwischen Zwolle und Etten-Leur (und Roosendaal) verkehrte. Die Lokomotive fing Feuer. Nach der Ausmusterung am 15. Februar 2014 wurde die Lokomotive am 23. Juni 2015 zum HKS-Schrottplatz gebracht.
Wegen eines technischen Problems blieb die Lokomotive 1747 drei Tage nach der 1742, am 4. Oktober 2013, zwischen Breda und Gilze-Rijen mit einem ICRm-Wagenzug liegen, als sie mit einem Intercity zwischen Den Haag Centraal und Blerick verkehrte. Nach der Ausmusterung am 15. Februar 2014 wurde die Lokomotive am 23. Juni 2015 zum HKS-Schrottplatz gebracht.
Die Lokomotive 1767 blieb infolge eines Brandes am 8. Dezember 2016 kurz hinter dem Bahnhof Enschede Kennispark liegen. Sie war mit DD-AR-Wagen auf dem Weg nach Apeldoorn. Die Lokomotive brannte völlig aus, musste abgeschleppt werden und wurde am 18. April 2018 verschrottet.
Zwischen November 2017 und Mai 2018 wurden die ersten 37 Lokomotiven der Baureihe 1700 nach Eindhoven geschleppt, dort ausgeschlachtet und dann nach Amsterdam-Dijksgracht zurückgebracht, wo sie auf die Verschrottung warteten. Anschließend wurden sie in zwei langen Reihen auf dem Gelände des Containerunternehmens TMA Logistics im westlichen Hafengebiet aufgereiht. Dabei handelte es sich um die Lokomotiven 1701 bis 1729, 1738, 1754, 1769, 1771, 1773, 1774, 1776 und 1777. Anfang Juli 2019 wurden die Lokomotiven 1730, 1734 und 1753 per Tieflader aus Maastricht nach Amsterdam-Dijksgracht gebracht.
Im Juni 2019 wurde der Auftrag zur Verschrottung von 35 Lokomotiven an Beelen Sloopwerken und European Metal Recycling vergeben. Am 19. Juli 2019 wurden als erstes die Lokomotiven 1701, 1713 und 1771 verschrottet. Am 25. Juli folgten die 1708, 1712, 1773 und 1776.
Ab dem Fahrplan 2020 wurden die letzten Lokomotiven, die noch bei NS Reizigers mit DD-AR und DDM-1 im Einsatz waren, in Amsterdam-Dijksgracht abgestellt. Die Zwischenwagen wurden aus den Wagenzügen entfernt und in Amsterdam-Dijksgracht zurückgelassen. Die Lokomotiven und Steuerwagen wurden in Amersfoort abgestellt. Dies betraf die Lokomotiven 1731, 1732, 1733, 1736, 1737, 1740, 1741, 1743, 1748, 1749, 1751, 1755, 1756, 1757, 1759, 1760, 1762, 1763, 1770, 1778, 1779 und 1780.
Am 16. April 2020 wurden die Lokomotiven 1731, 1755 und 1779 nach Eindhoven gebracht und ausgeschlachtet. Am 30. April 2020 folgten die Jahre 1737, 1741, 1748 und 1762, während die 1731, 1755 und 1779 am gleichen Tag zurück nach Amersfoort gebracht wurden. Am 27. Mai 2020 folgten vier weitere Lokomotiven, die 1732, 1743, 1759 und 1764. Die 1737, 1741, 1748 und 1762 wurden zurückgebracht. Am 8. Juni 2020 wurden die letzten vier Lokomotiven von Amersfoort nach Eindhoven gebracht. Dies betraf die Lokomotiven 1733, 1757, 1758 und 1763. Die ausgeschlachteten 1732, 1743, 1759 und 1764 wurden zurückgebracht. Am 18. Juni 2020 wurden die 1733, 1757, 1758 und 1763 nach Amersfoort zurückgebracht.
Die im internationalen Verkehr eingesetzten Lokomotiven (1739, 1744, 1745, 1746, 1750, 1752, 1761 und 1765) fuhren weiter, bis sie mit dem Fahrplan 2023/2024 durch neue, mehrsystemfähige Vectron-Lokomotiven ersetzt wurden. Diese Lokomotiven wurden dann abgestellt.

## Einsatz bei anderen Eisenbahnverkehrsunternehmen

### Railpromo, Train Charter

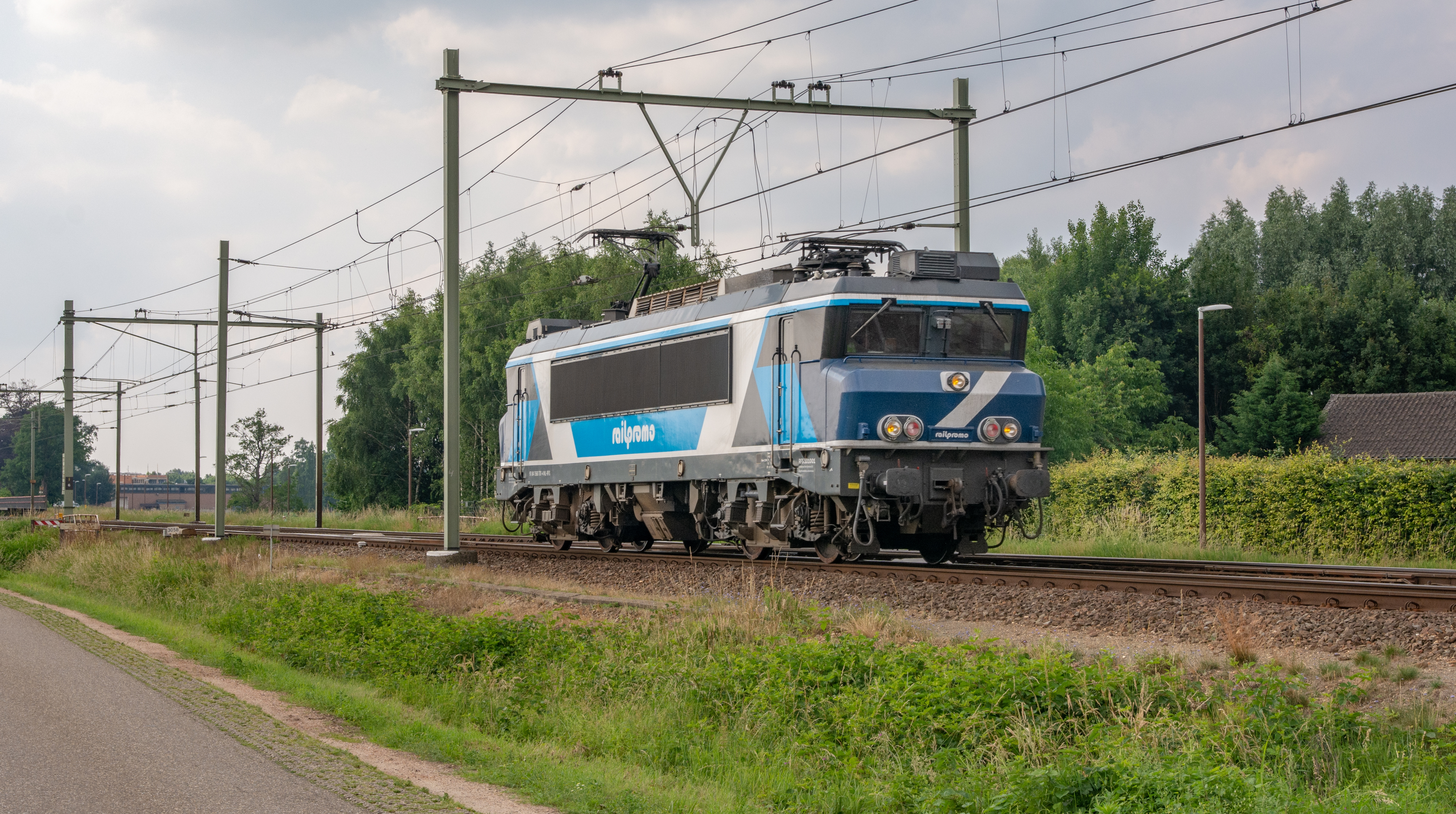
Railpromo 101001 (ex-NS 1781).

Im März 2018 übernahm das Eisenbahnverkehrsunternehmen (EVU) Railpromo die 1772, 1775 und 1781 von den NS, um die beiden 1200er für ihre Dinner- und Sonderzüge zu ersetzen. Die Lokomotiven erhielten die Nummern 101001 (ex-1781), 101002 (ex-1772) und 101003 (ex-1775). Im Jahr 2019 meldete Railpromo Insolvenz an und startete unter dem Namen Train Charter einen Neuanfang. Die Lokomotiven werden auch regelmäßig von Independent Rail Partner eingesetzt, um den Coevorden Shuttle, Schotterzüge und andere Güterzüge für IRP und seine Partner zu befördern.
| NS-nummer | Train Charter-nummer |
| --------- | -------------------- |
| 1772      | 101002               |
| 1775      | 101003               |
| 1781      | 101001               |

### Strukton
Nach dem Kauf der 1824 im Mai 2019 wurden im April 2020 die 1736, 1740 und 1756 sowie zwei DD-AR-Bvk-Steuerwagen angeschafft. Die Lokomotive 1749 diente als Spender für einen Drehgestellwechsel.

### DC Tractie
Die 1751, 1760, 1766, 1770 und 1780 wurden im September 2020 von DC Traction BV übernommen. Diese Lokomotiven sind in ihren NS-Farben immer noch abgestellt.

### VolkerRail

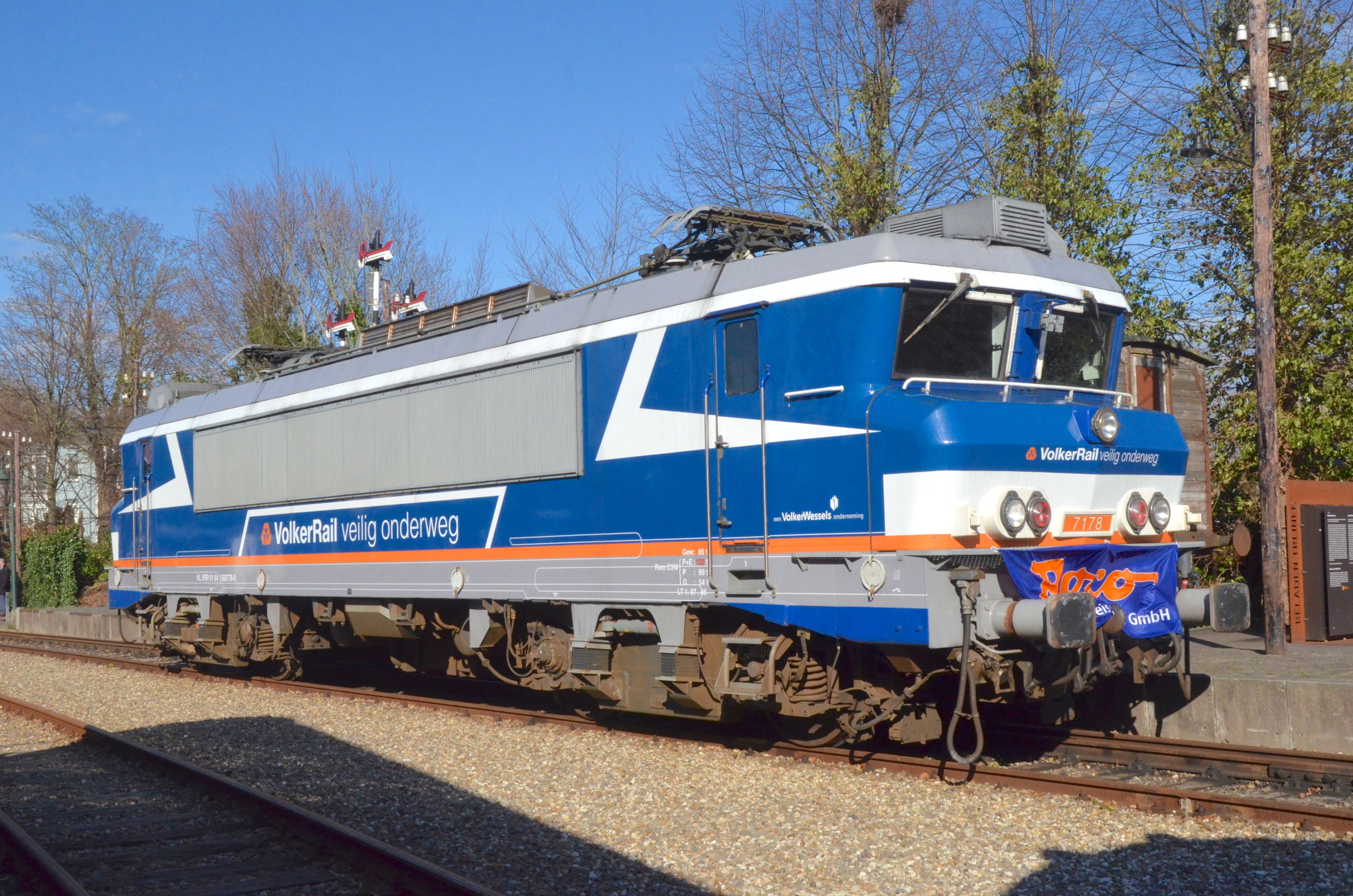
VolkerRail 7178 zu Besuch im Niederländischen Eisenbahnmuseum.

Ende Oktober 2020 wurde bekannt, dass VolkerRail die 1732, 1743 und 1778 von den NS übernommen hat. Da die ersten beiden bereits ausgeschlachtet waren, werden sie mit Teilen aus den Jahren 1733, 1749 und 1762 vervollständigt. Mit Hilfe dieser Lokomotiven will VolkerRail nachhaltiger in die Zukunft gehen, indem unter anderem Züge zusammen mit ihren aktuellen V100-Lokomotiven (Baureihe 203) befördert werden. Die Elektrolokomotive fährt zur Baustelle, wo die Diesellok übernimmt. Im Januar 2021 wurde die 1778 in VolkerRail 7178 umnummeriert und in VolkerRail-Unternehmenslackierung in Dienst gestellt.
| NS-nummer | VolkerRail-nummer |
| --------- | ----------------- |
| 1743      | 7143              |
| 1778      | 7178              |

### Niederländisches Eisenbahnmuseum Utrecht

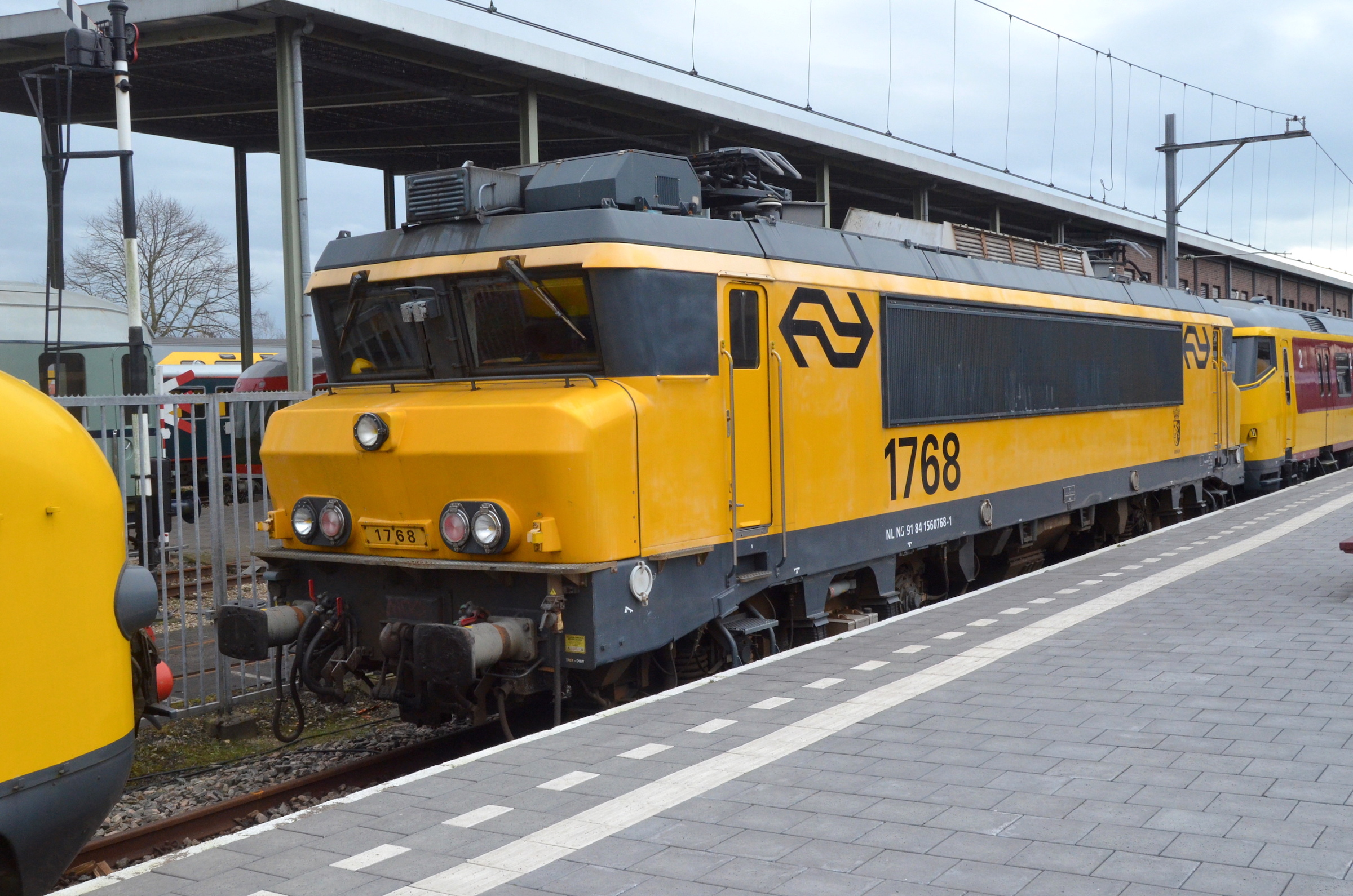
Lokomotive NS 1768 im Niederländischen Eisenbahnmuseum.

Im Frühjahr 2020 wurde die Lokomotive 1768 an das Niederländische Eisenbahnmuseum abgegeben.

## Gemeindewappen
Eine Anzahl von 1700 Lokomotiven ist mit einem Gemeindewappen versehen. Die Absicht bestand darin, die Namen der ausgemusterter 1300er auf die 1700er zu übertragen. Dies geschah aber nur mit den Lokomotiven 1311 und 1759, die beide nach der Gemeinde Best benannt sind. Darüber hinaus fuhr die 1772 zwischen dem 28. Dezember 2005 und dem 9. Januar 2006 zeitweise mit dem Wappen der „Modelleisenbahnstadt Groterdam“ umher.

## Übersicht
| Nummer                                 | Indienststellung | Wappen         | Heutiger oder letzter Eigentümer | Heutige oder letzte Farbgebung  | Status            | Bemerkung                                                     | Fotos |
| -------------------------------------- | ---------------- | -------------- | -------------------------------- | ------------------------------- | ----------------- | ------------------------------------------------------------- | ----- |
| 1701                                   | 1992             |                | NS Reizigers                     | NS-gelb                         | Verschrottet 2019 |                                                               |       |
| 1702                                   | 1992             |                | NS Reizigers                     | NS-gelb                         | Verschrottet 2019 |                                                               |       |
| 1703                                   | 1992             |                | NS Reizigers                     | NS-gelb                         | Verschrottet 2019 |                                                               |       |
| 1704                                   | 1992             |                | NS Reizigers                     | NS-gelb                         | Verschrottet 2019 |                                                               |       |
| 1705                                   | 1992             | Dalfsen        | NS Reizigers                     | NS-gelb                         | Verschrottet 2019 |                                                               |       |
| 1706                                   | 1992             |                | NS Reizigers                     | NS-gelb                         | Verschrottet 2019 |                                                               |       |
| 1707                                   | 1992             |                | NS Reizigers                     | NS-gelb                         | Verschrottet 2019 |                                                               |       |
| 1708                                   | 1992             |                | NS Reizigers                     | NS-gelb                         | Verschrottet 2019 |                                                               |       |
| 1709                                   | 1992             |                | NS Reizigers                     | NS-gelb                         | Verschrottet 2019 |                                                               |       |
| 1710                                   | 1992             |                | NS Reizigers                     | NS-gelb                         | Verschrottet 2019 |                                                               |       |
| 1711                                   | 1992             | Emmen          | NS Reizigers                     | NS-gelb                         | Verschrottet 2019 |                                                               |       |
| 1712                                   | 1992             |                | NS Reizigers                     | NS-gelb                         | Verschrottet 2019 |                                                               |       |
| 1713                                   | 1992             |                | NS Reizigers                     | NS-gelb                         | Verschrottet 2019 |                                                               |       |
| 1714                                   | 1992             | Veenendaal     | NS Reizigers                     | NS-gelb                         | Verschrottet 2019 |                                                               |       |
| 1715                                   | 1992             |                | NS Reizigers                     | NS-gelb                         | Verschrottet 2019 |                                                               |       |
| 1716                                   | 1992             |                | NS Reizigers                     | NS-gelb                         | Verschrottet 2019 |                                                               |       |
| 1717                                   | 1992             |                | NS Reizigers                     | NS-gelb                         | Verschrottet 2019 |                                                               |       |
| 1718                                   | 1992             |                | NS Reizigers                     | NS-gelb                         | Verschrottet 2019 |                                                               |       |
| 1719                                   | 1992             | Voorhout       | NS Reizigers                     | NS-gelb                         | Verschrottet 2019 |                                                               |       |
| 1720                                   | 1992             | Beilen         | NS Reizigers                     | NS-gelb                         | Verschrottet 2019 |                                                               |       |
| 1721                                   | 1992             |                | NS Reizigers                     | NS-gelb                         | Verschrottet 2019 |                                                               |       |
| 1722                                   | 1992             |                | NS Reizigers                     | NS-gelb                         | Verschrottet 2018 |                                                               |       |
| 1723                                   | 1992             |                | NS Reizigers                     | NS-gelb                         | Verschrottet 2019 |                                                               |       |
| 1724                                   | 1992             | Anna Paulowna  | NS Reizigers                     | NS-gelb                         | Verschrottet 2019 |                                                               |       |
| 1725                                   | 1992             |                | NS Reizigers                     | NS-gelb                         | Verschrottet 2019 |                                                               |       |
| 1726                                   | 1992             |                | NS Reizigers                     | NS-gelb                         | Verschrottet 2019 |                                                               |       |
| 1727                                   | 1992             |                | NS Reizigers                     | NS-gelb                         | Verschrottet 2019 |                                                               |       |
| 1728                                   | 1992             |                | NS Reizigers                     | NS-gelb                         | Verschrottet 2019 |                                                               |       |
| 1729                                   | 1992             |                | NS Reizigers                     | NS-gelb                         | Verschrottet 2019 |                                                               |       |
| 1730                                   | 1992             |                | NS Reizigers                     | NS-gelb                         | Verschrottet 2019 |                                                               |       |
| 1731                                   | 1993             | Purmerend      | NS Reizigers                     | NS-gelb                         | Verschrottet 2021 |                                                               |       |
| 1732                                   | 1993             | Zevenbergen    | VolkerRail                       | NS-gelb                         | Abgestellt        |                                                               |       |
| 1733                                   | 1993             | Boxtel         | NS Reizigers                     | NS-gelb                         | Verschrottet 2021 |                                                               |       |
| 1734                                   | 1993             |                | NS Reizigers                     | NS-gelb                         | Verschrottet 2019 |                                                               |       |
| 1735                                   | 1993             | Soest          | NS Reizigers                     | NS-gelb                         | Verschrottet 2002 | Ausgebrannt am 24. Februar 2000 in Venlo                      |       |
| 1736                                   | 1993             | Gilze en Rijen | Strukton                         | NS-gelb                         | Abgestellt        |                                                               |       |
| 1737                                   | 1993             |                | NS Reizigers                     | NS-gelb                         | Verschrottet 2021 |                                                               |       |
| 1738                                   | 1993             | Duivendrecht   | NS International                 | NS-gelb                         | Verschrottet 2019 |                                                               |       |
| 1739                                   | 1993             | Dalen          | NS International                 | NS-gelb                         | Abgestellt        |                                                               |       |
| 1740                                   | 1993             | Baarn          | Strukton                         | Gelb/grün                       | Abgestellt        |                                                               |       |
| 1741                                   | 1993             | Putten         | NS Reizigers                     | NS-gelb                         | Verschrottet 2021 |                                                               |       |
| 1742                                   | 1993             |                | NS Reizigers                     | NS-gelb                         | Verschrottet 2015 | Ausgebrannt am 4. Oktober 2013 zwischen Breda und Gilze-Rijen |       |
| 1743 (umgezeichnet in VolkerRail 7143) | 1993             | Wolvega        | VolkerRail                       | Blau-weiß mit orangem Streifen  | Abgestellt        |                                                               |       |
| 1744                                   | 1993             | Wijchen        | NS International                 | NS-gelb                         | Abgestellt        |                                                               |       |
| 1745                                   | 1993             |                | NS International                 | NS-gelb                         | Abgestellt        |                                                               |       |
| 1746                                   | 1993             | Castricum      | NS International                 | NS-gelb                         | Abgestellt        |                                                               |       |
| 1747                                   | 1993             |                | NS Reizigers                     | NS-gelb                         | Verschrottet 2015 | Ausgebrannt am 1. Oktober 2013 in Olst                        |       |
| 1748                                   | 1993             | 't Harde       | NS Reizigers                     | NS-gelb                         | Verschrottet 2021 |                                                               |       |
| 1749                                   | 1993             |                | NS Reizigers                     | NS-gelb                         | Verschrottet 2021 |                                                               |       |
| 1750                                   | 1993             |                | NS International                 | NS-gelb                         | Abgestellt        |                                                               |       |
| 1751 (ungezeichnet in TCS 101004)      | 1993             |                | Train Charter Services           | Blau-weiß                       | Abgestellt        |                                                               |       |
| 1752                                   | 1993             |                | NS International                 | NS-gelb                         | Abgestellt        |                                                               |       |
| 1753                                   | 1993             |                | NS International                 | NS-gelb                         | Verschrottet 2019 |                                                               |       |
| 1754                                   | 1993             | Diemen         | NS Reizigers                     | NS-gelb                         | Verschrottet 2019 |                                                               |       |
| 1755                                   | 1993             |                | NS Reizigers                     | NS-gelb                         | Verschrottet 2021 |                                                               |       |
| 1756                                   | 1993             |                | Strukton                         | Gelb/grün                       | Abgestellt        |                                                               |       |
| 1757                                   | 1993             |                | NS Reizigers                     | NS-gelb                         | Verschrottet 2021 |                                                               |       |
| 1758                                   | 1993             |                | NS International                 | NS-gelb                         | Verschrottet 2021 |                                                               |       |
| 1759                                   | 1993             | Best           | NS Reizigers                     | NS-gelb                         | Verschrottet 2021 | Hatte kleine NS-Cargo Sticker an der Seite                    |       |
| 1760                                   | 1993             | Holten         | DC Tractie                       | NS-gelb                         | Abgestellt        |                                                               |       |
| 1761                                   | 1993             |                | NS International                 | NS-gelb                         | Abgestellt        |                                                               |       |
| 1762                                   | 1993             |                | NS Reizigers                     | NS-gelb                         | Verschrottet 2021 |                                                               |       |
| 1763                                   | 1993             |                | NS Reizigers                     | NS-gelb                         | Verschrottet 2021 |                                                               |       |
| 1764                                   | 1993             |                | NS Reizigers                     | NS-gelb                         | Verschrottet 2021 |                                                               |       |
| 1765                                   | 1993             |                | NS International                 | NS-gelb                         | Abgestellt        |                                                               |       |
| 1766                                   | 1993             |                | Railexperts                      | NS-gelb                         | Abgestellt        |                                                               |       |
| 1767                                   | 1993             |                | NS Reizigers                     | NS-gelb                         | Verschrottet 2018 | Ausgebrannt am 8. Dezember 2016 in Enschede                   |       |
| 1768                                   | 1993             | Akkrum         | Niederländisches Eisenbahnmuseum | NS-gelb                         | Museumslok 2020   |                                                               |       |
| 1769                                   | 1993             |                | NS Reizigers                     | NS-gelb                         | Verschrottet 2019 |                                                               |       |
| 1770                                   | 1993             |                | DC Tractie                       | NS-gelb                         | Abgestellt        |                                                               |       |
| 1771                                   | 1993             | Abcoude        | NS Reizigers                     | NS-gelb                         | Verschrottet 2019 |                                                               |       |
| 1772 (umgezeichnet in TCS 101002)      | 1993             |                | Train Charter Services           | Blau-weiß                       | Im Dienst         |                                                               |       |
| 1773                                   | 1993             | Enkhuizen      | NS Reizigers                     | NS-gelb                         | Verschrottet 2019 |                                                               |       |
| 1774                                   | 1993             | Gramsbergen    | NS Reizigers                     | NS-gelb                         | Verschrottet 2019 |                                                               |       |
| 1775 (umgezeichnet in TCS 101003)      | 1993             |                | Train Charter Services           | Blau-weiß                       | Im Dienst         |                                                               |       |
| 1776                                   | 1993             |                | NS Reizigers                     | NS-gelb                         | Verschrottet 2019 |                                                               |       |
| 1777                                   | 1994             |                | NS Reizigers                     | NS-gelb                         | Verschrottet 2019 |                                                               |       |
| 1778 (umgezeichnet in VolkerRail 7178) | 1994             |                | VolkerRail                       | Blau-weiß mit oragenem Streifen | Im Dienst         |                                                               |       |
| 1779                                   | 1994             |                | NS Reizigers                     | NS-gelb                         | Verschrottet 2021 |                                                               |       |
| 1780                                   | 1994             |                | DC Tractie                       | NS-gelb                         | Abgestellt        |                                                               |       |
| 1781 (umgezeichnet in TCS 101001)      | 1994             |                | Train Charter Services           | Blau-weiß                       | Im Dienst         |                                                               |       |

## Einzelne Lokomotivwappen

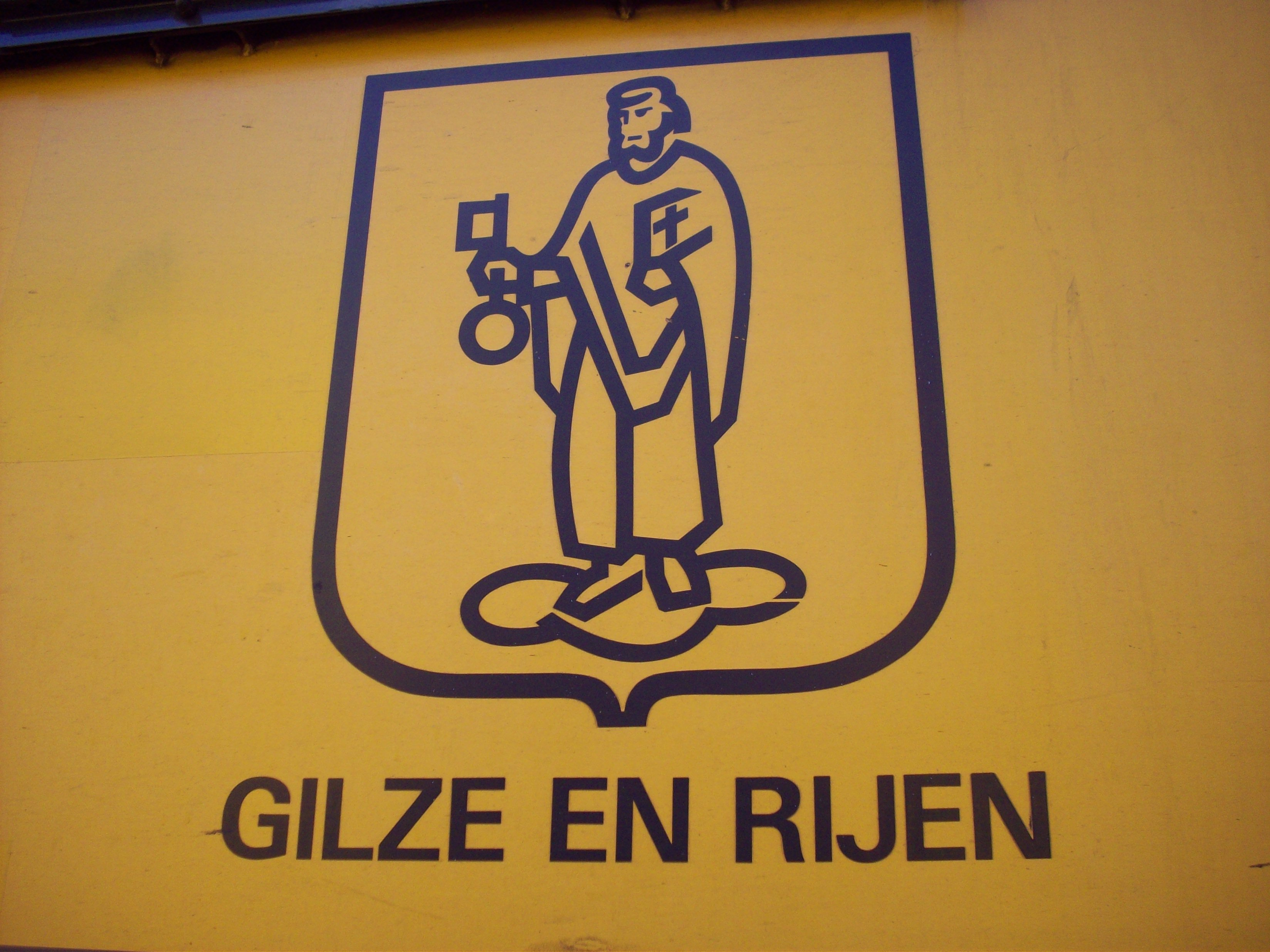
Lokomotive 1736 – Gilze en Rijen
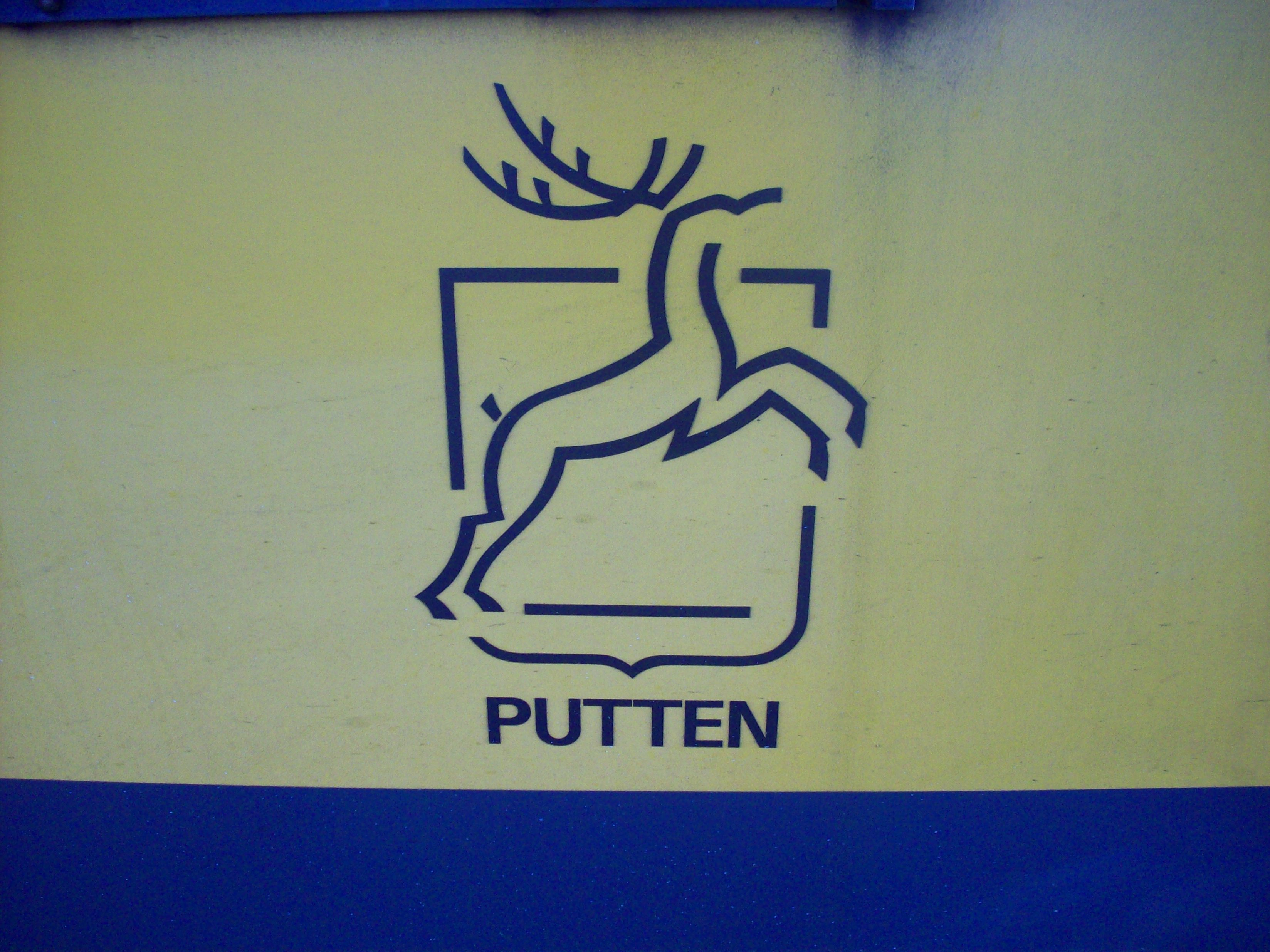
Lokomotive 1741 – Putten
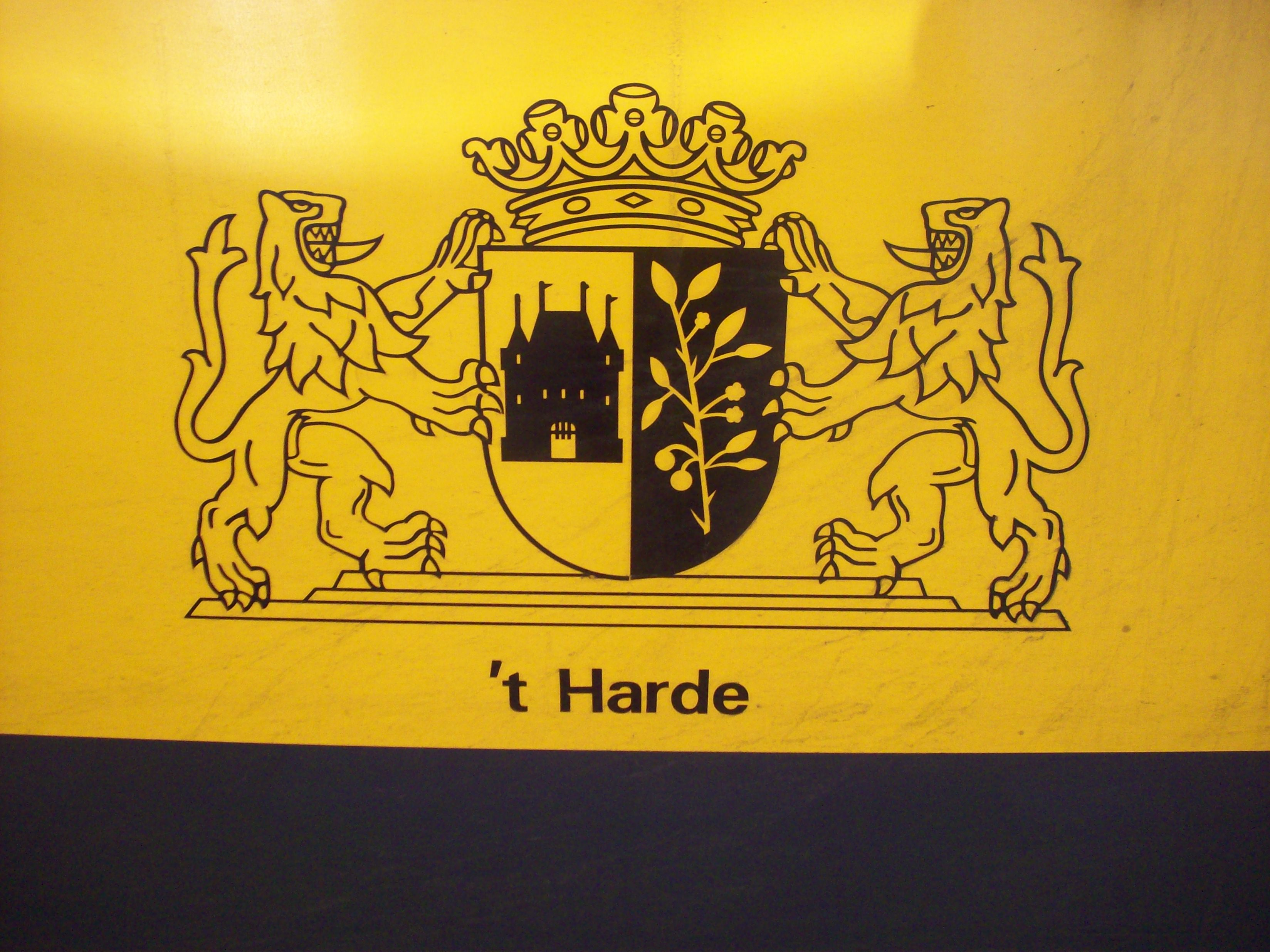
Lokomotive 1748 – 't Harde
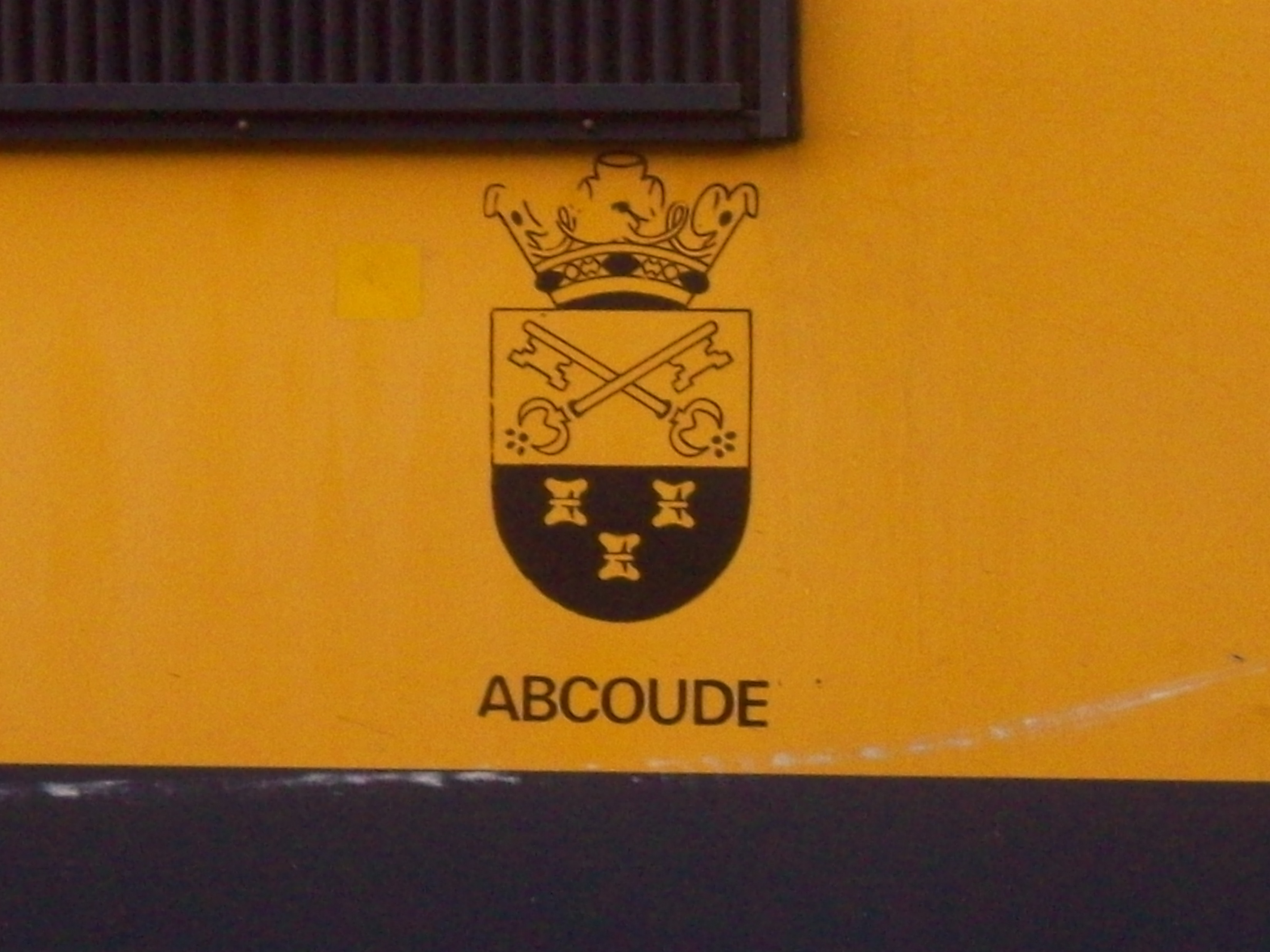
Lokomotive 1771 – Abcoude